# 踊れないなら、ゲスになってしまえよ
『踊れないなら、ゲスになってしまえよ』（おどれないなら、ゲスになってしまえよ）は、ゲスの極み乙女。の2枚目のミニアルバム。2013年12月4日にgesukiwa recordsより発売された。
第6回CDショップ大賞入賞作品。
収録曲「キラーボール」と「餅ガール」は、MVが制作された。2本とも監督は杉本視が務める。

## 収録曲
| 全作詞・作曲: MC.K。 |                    |       |            |      |
| #                    | タイトル           | 作詞  | 作曲・編曲 | 時間 |
| 1.                   | 「キラーボール」   | MC.K  | MC.K       | 4:49 |
| 2.                   | 「餅ガール」       | MC.K  | MC.K       | 3:44 |
| 3.                   | 「ゲスな三角関係」 | MC.K  | MC.K       | 3:27 |
| 4.                   | 「スレッドダンス」 | MC.K  | MC.K       | 5:27 |
| 5.                   | 「いこかなでしこ」 | MC.K  | MC.K       | 1:21 |
| 6.                   | 「jajaumasan」     | MC.K  | MC.K       | 1:55 |
| 7.                   | 「ハツミ」         | MC.K  | MC.K       | 3:58 |
| 8.                   | 「ホワイトワルツ」 | MC.K  | MC.K       | 4:27 |
| 合計時間:            | 合計時間:          | 29:08 |            |      |

## 参加メンバー
- MC.K：ボーカル/ギター (#2,#3,#5,#6)
- 休日課長：ベース/コーラス
- ちゃんMARI：キーボード/コーラス
- ほな・いこか：ドラムス/コーラス/台詞(#8)